# Mariso-kamp
Het Mariso-kamp (ook wel genaamd het Bamboe-kamp) was een krijgsgevangenenkamp in de Tweede Wereldoorlog in het zuiden van Makassar in het voormalige Nederlands-Indië. Het lag op ongeveer een kilometer van het reeds bestaande infanteriekamp aan de overzijde van de Songei Samboengdjawa. Het kamp was ondergebracht in een 20-tal barakken van hout, bamboe en atap (palmbladeren) in een moerassige klappertuin. Het kamp was omheind met prikkeldraad en gedek (bamboe-omheiningen).
Vanaf maart 1944 waren er al werkploegen bezig om dit kamp te bouwen. Met ingang van 2 juni 1944 tot 16 augustus 1945 huisvestte dit kamp krijgsgevangenen. De omstandigheden in het kamp waren nog slechter dan die in het infanteriekampement. Het ontbrak aan elementaire voorzieningen voor een langdurig verblijf voor de hoeveelheid krijgsgevangenen die er werden ondergebracht. De slechte voedselvoorziening in combinatie met de chronische ondervoeding en zware dwangarbeid alsmede het wrede regime van kampcommandant Yoshida, leidde tot veel ernstige ziektegevallen met vele doden tot gevolg. In dit kamp vielen in ruim een jaar meer dan 330 doden (op 1500 kampbewoners).
Op 16 augustus 1945 werd de capitulatie van Japan bekend gemaakt. Tot 28 augustus 1945 was dit een opvangkamp in de Bersiap-periode. De krijgsgevangenen werden nadien verhuisd naar het Militair Hospitaal in Makassar.